# Dunkerton, Iowa
Dunkerton là một thành phố thuộc quận Black Hawk, tiểu bang Iowa, Hoa Kỳ. Năm 2010, dân số của thành phố này là 852 người.

## Dân số
Dân số qua các năm:
- Năm 2000: 749 người.
- Năm 2010: 852 người.